# TVMonaco
TVMonaco (offiziell Monaco Télévisons SAM) ist der öffentlich-rechtliche Fernsehsender des Fürstentums Monaco. Organisiert ist er als S.A.M, eine monegassische Aktiengesellschaft; seinen Sitz hat er in Fontvieille.
TVMonaco ist Kooperationspartner des internationalen frankophonen Fernsehsenders TV5 Monde. Zudem ist der Sender Mitglied der Monaco Media Diffusion sowie der Europäischen Rundfunkunion (EBU).

## Geschichte
Am 24. Juni 2021 wurde eine staatliche Verordnung zur Schaffung eines öffentlichen nationalen Fernsehdienstes für Monaco erlassen, der den Namen Monte-Carlo Riviera tragen sollte. Am 28. April 2023 erfolgte die Umbenennung in TV Monaco, am 15. Juni 2023 die notarielle Gründung der Gesellschaft. Bisher hatte es im Fürstentum lediglich den Privatsender TMC (Télé Monte-Carlo) gegeben, der im Jahr 2016 vollständig von der französischen Groupe TF1 übernommen wurde.
Der für den Sommer 2022 vorgesehene Sendebeginn von TV Monaco wurde um ein Jahr verschoben. Erster Geschäftsführer des Senders wurde Salim Zeghdar, stellvertretende Geschäftsführerin wurde Nathalie Biancolli. Die Intendantin des Senders ist Marie-Pierre Gramaglia, die Generalsekretärin ist Virginie Lavagna.
Am 23. März 2023 wurde bekannt, dass der Sender am 1. September 2023 seinen Betrieb aufnehmen werde. Die erste Übertragung fand an diesem Tag um 19.15 Uhr in Anwesenheit von Fürst Albert II. statt.
Ein Jahr später, im März 2024, trat der Sender der Europäischen Rundfunkunion bei, wodurch der Sender berechtigt ist, Monaco bei Veranstaltungen wie dem Eurovision Song Contest zu vertreten.
Im Dezember 2024 wurde bekannt, dass die monegassische Regierung plant, TVMonaco und den bereits bestehenden Sender Monaco Info zu einem Sender zusammenzuschließen. Die Arbeiten dazu sollen im Januar 2025 beginnen, der Zusammenschluss soll am 1. September 2025 abgeschlossen sein.

## Finanzierung
Der Sender wird zum einen als staatliche Stiftung, zum anderen durch Werbung finanziert. Das Budget für die ersten drei Monate beträgt 15 Millionen Euro, danach wird ein Budget für das Jahr 2024[veraltet] festgelegt werden.

## Programm

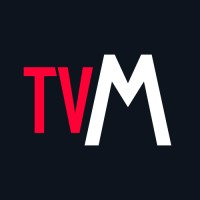
Alternatives Logo, wie es in den sozialen Medien verwendet wird.

Das Programm von TVMonaco soll unter anderem aus Nachrichtensendungen, Talkshows sowie Dokumentationen über die monegassische Kultur bestehen. Auch sollen fiktionale Sendungen Teil des Programms sein, allerdings nicht von Anfang an, sondern voraussichtlich 12 bis 18 Monate nach dem Sendestart.